# Aéroport John-Lennon de Liverpool
L'aéroport John-Lennon de Liverpool (code IATA : LPL • code OACI : EGGP), (Liverpool John Lennon Airport en anglais) est un aéroport qui dessert la ville de Liverpool. Il était précédemment appelé Speke Airport ou RAF Speke. 
Il est situé au bord de l'estuaire de la Mersey à 12 km au Sud-Est de Liverpool. Inauguré dans sa nouvelle version en 2002, l'aéroport est orné d'une statue en bronze de John Lennon dans le hall. Au plafond, est peinte la devise de l'aéroport : Above us only sky (« Au-dessus de nous, rien que le ciel ») tirée des paroles de sa chanson Imagine. Sur l'allée centrale située en face du terminal, trône également un sous-marin jaune géant en référence à la chanson Yellow Submarine. Une exposition permanente de certaines photographies historiques des Beatles prises en Inde à l'Ashram de Maharishi Mahesh Yogi, en 1968, par Paul Saltzman a été installée en 2015 dans la salle d'embarquement, au-dessus des boutiques,.
Ces dernières années, l'aéroport de Liverpool John Lennon a eu l'une des croissances les plus importantes d'Europe en termes d'augmentation du nombre de passagers : ils étaient seulement 875 000 à y avoir transité en 1998 et environ 5 millions en 2006.
Les places de parking disponibles, bien qu'ayant augmenté, ne sont pas assez nombreuses. Toutefois, un parking à étages actuellement en projet, offrira 870 places supplémentaires[Quand ?]. Un hôtel de 150 chambres est également associé à ce projet.

## Situation

### Carte des aéroports commerciaux d'Angleterre
| Birmingham Bournemouth Bristol Doncaster · Sheffield Durham · Tees Valley East Midlands Exeter Humberside Land's · End Leeds-Bradford Liverpool L.-City L.-Gatwick L.-Heathrow L.-Luton L.-Southend L.-Stansted Lydd Manchester Newcastle · Upon Tyne Newquay · Cornouailles Norwich Southampton St Mary des Sorlingues Carlisle Lake |

## Statistiques
Pour des raisons techniques, il est temporairement impossible d'afficher le graphique qui aurait dû être présenté ici.

Voir la requête brute et les sources sur Wikidata.

## Compagnies aériennes et destinations
L'aéroport de Liverpool possède une licence d'exploitation d'aérodrome civil délivrée par la CAA (United Kingdom Civil Aviation Authority, DGAC anglaise) ce qui l'autorise à exploiter des vols commerciaux.
| Compagnies | Destinations |
| ---------- | --- |
| Aer Lingus | Dublin |
| Aurigny    | Guernesey |
| easyJet    | - Alicante-Elche, - Amsterdam, - Antalya, - Barcelone-El Prat, - Belfast-G. Best, - Belfast, - Berlin-Brandebourg, - Derry, - Faro, - Genève-Cointrin, - Ronaldsway-Île de Man, - Jersey, - Lanzarote-Arrecife, - Larnaca, - Malaga-Costa del Sol, - Nice-Côte d'Azur, - Palma de Majorque, - Paris-Charles de Gaulle, - Ténériffe-Sud Reine Sofia En saison : - Bodrum-Milas, - Corfou-I. Kapodístrias, - Dalaman, - Grenoble-Alpes-Isère, - Héraklion-N. Kazantzákis, - Izmir-A. Menderes, - Kos, - Lyon-Saint-Exupéry, - Salzbourg-W. A. Mozart |
| Loganair   | Derry, Ronaldsway-Île de Man |
| Lufthansa  | Francfort |
| Play       | En saison: Reykjavik-Keflavík |
| Ryanair    | - Alicante-Elche, - Barcelone-El Prat, - Bergame-Orio al Serio, - Charleroi Bruxelles-Sud, - Cork, - Cracovie-Jean-Paul II, - Dublin, - Faro, - Fuerteventura, - Kaunas, - Knock-Irlande Ouest, - Košice (Cassovie)-Barca, - Madrid-Barajas, - Malaga-Costa del Sol, - Malte, - Paris-Beauvais, - Poznań (Posnanie)-H. Wieniawski, - Rome - G. B. Pastine (Ciampino), - Shannon, - Sofia-Vrajdebna, - Stockholm-Arlanda, - Szczecin/Stettin-Solidarité, - Ténériffe-Sud Reine Sofia, - Varsovie-Modlin (Mazovie), - Wrocław-N. Copernic En saison : - Bergerac-Dordogne-Périgord, - Copenhague-Kastrup, - Ibiza, - Lanzarote-Arrecife, - Palma de Majorque, - Porto-F. Sá-Carneiro, - Reus, - Zadar |
| Widerøe    | Bergen |
| Wizz Air   | - Bucarest-H. Coandă, - Budapest-Ferenc Liszt, - Cluj-Napoca, - Gdańsk-L. Wałęsa, - Iași, - Katowice-Pyrzowice, - Varna, - Varsovie-Chopin |

Édité le 31/12/2018  Actualisé le 30/03/2023
La partie fret de l'aéroport est uniquement occupée par la compagnie de transport TNT et sa filiale TNT Airways.

## Accès
L'accès à l'aéroport se fait en bus depuis la station Liverpool South Parkway sur la Northern Line du réseau de train de banlieue Merseyrail.